# جو غريدي
جو غريدي (بالإنجليزية: Joe Grady)‏ هو مقدم برامج إذاعية أمريكي، ولد في 1918، وتوفي في 10 أكتوبر 2000.